# Nurməmməd Şahsuvarov

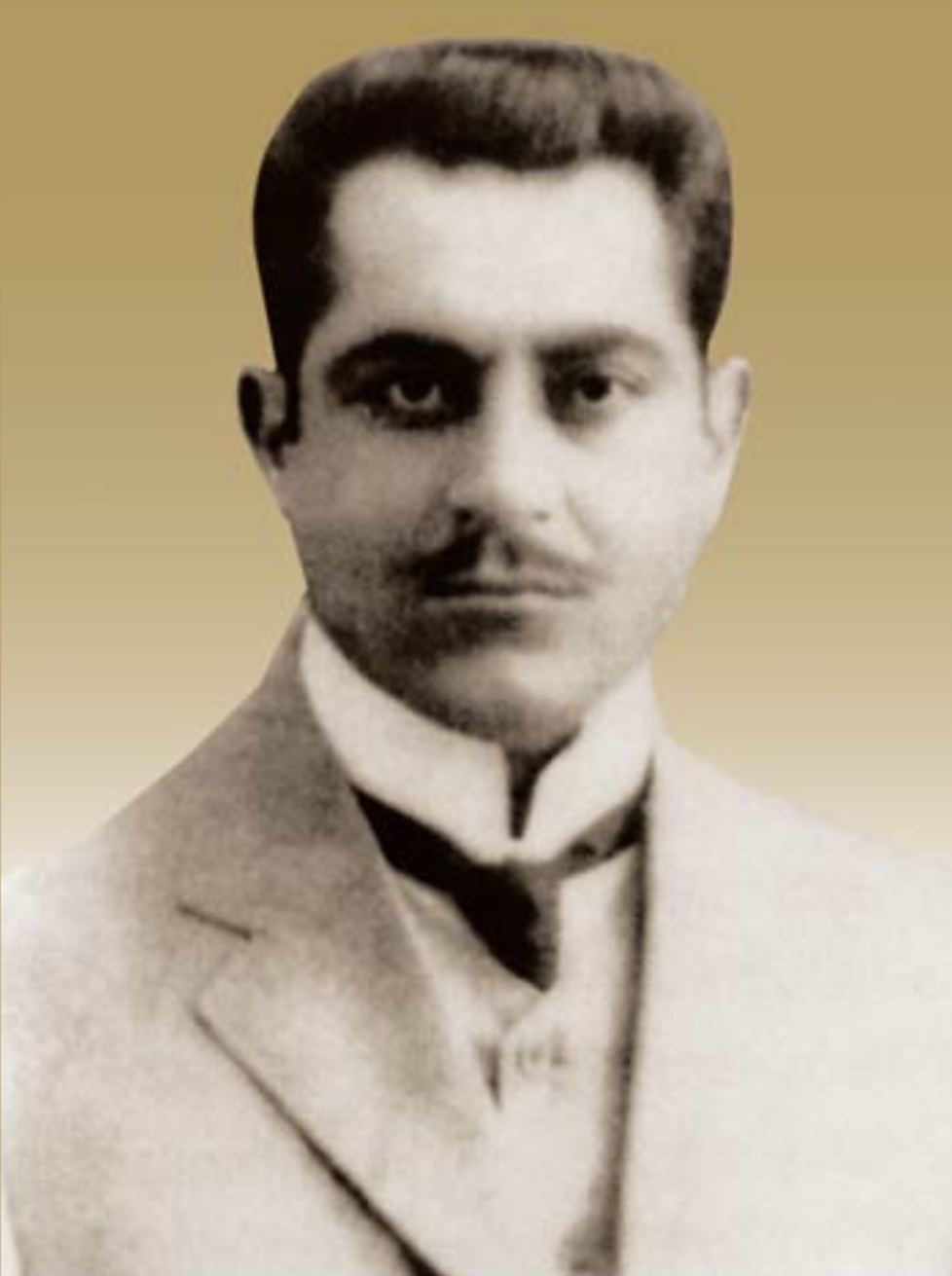
Nurməmməd Şahsuvarov

Nurməmməd bəy Adilxan bəy oğlu Şahsuvarov (eingedeutscht Nurmammad Schahsuwarow; * 1883 im Dorf Minkend, Ujezd Sangesur, Gouvernement Elisawetpol, Russisches Kaiserreich; † 11. August 1958 in Baku, Aserbaidschanische SSR, UdSSR) war ein Politiker und Staatsmann der Demokratischen Republik Aserbaidschan (1918–1920).

## Leben
Nach dem Abschluss der örtlichen russisch-muslimischen Schule ließ sich Şahsuvarov im Transkaukasischen Lehrerseminar im georgischen Gori einschreiben. Nach Erhalt des Diploms im Jahr 1903 zog er nach Gəncə und lehrte dort einige Jahre Russisch.
1912 absolvierte Şahsuvarov ein pädagogisches Studium am Lehrerinstitut in Tiflis (heute die Pädagogische Orbeliani-Universität von Tiflis) ab. Im Anschluss daran folgte im Jahr 1915 ein weiteres Studium an der Juristischen Fakultät der Kaiserlichen St.Wladimir Universität in Kiew.
Während der Februarrevolution 1917 nahm er aktiv an den politischen Ereignissen teil. Er wurde zunächst 1917 zum Inspektor der öffentlichen Schulen der nordkaukasischen Bergrepublik, ein Jahr später dann zum Minister für Volksbildung ernannt.
Nach der Gründung der Demokratischen Republik Aserbaidschan (DRA) zog er als Abgeordneter der Fraktion „Ittihad“ (Zusammenschluss) in das Parlament ein.
Vom April 1919 bis März 1920 war Şahsuvarov Stellvertreter des Bildungsministers, anschließend für wenige Wochen Minister für Bildung der DRA, bis die Bolschewiki am 28. April 1920 die Macht in Aserbaidschan übernahmen.
Nach dem Zusammenbruch der DRA unterrichtete Şahsuvarov Russisch an höheren und mittleren Bildungseinrichtungen Aserbaidschans und leitete die russische Sprachabteilung an der Belarussischen Staatlichen Universität. Im Zuge stalinistischer Säuberungen wurde er 1940 verhaftet ins Exil nach Krasnodar geschickt. Er überlebte die Repressalien und kehrte 1943 wieder nach Aserbaidschan zurück.
Şahsuvarov starb am 11. August 1958 in Baku.